# Henrique de Ataíde Lobo Moscoso
Henrique de Ataíde Lobo Moscoso ( — 8 de junho de 1889) foi um político brasileiro.
Foi presidente da província do Espírito Santo, de 6 de agosto de 1888 a 8 de junho de 1889.